# Scolosanthus liogieri
Scolosanthus liogieri är en måreväxtart som beskrevs av Attila L. Borhidi. Scolosanthus liogieri ingår i släktet Scolosanthus och familjen måreväxter. Inga underarter finns listade i Catalogue of Life.